# 施泰特费尔德
施泰特费尔德是德国巴伐利亚州的一个市镇。总面积11.16平方公里，总人口1180人，其中男性598人，女性582人（2011年12月31日），人口密度106人/平方公里。